# Книга о животных
«Книга о животных» (кат. Llibre de les bèsties) — произведение каталонского писателя Рамона Льюля (Раймунда Луллия), написанное либо в 1285—1286 годах в Монпелье, либо в 1287—1289 годах в Париже. Представляет собой набор притч, написанных во многом под влиянием восточного сборника «Калила и Димна» и немецкого «Романа о Лисе». Автор включил это сочинение в состав романа «Книга о чудесах».
В эпоху Позднего Средневековья «Книга о животных» стяжала большую популярность.